# Zhang He
Zhang He (167 – 231) è stato un ufficiale cinese del Wei che, già agli ordini di Yuan Shao, venne messo in grave difficoltà da false accuse mosse contro di lui da Guo Tu. Passò quindi al servizio di Cáo Cāo; combatté principalmente le forze Shu e le sue capacità vennero riconosciute da Zhuge Liang. Nella battaglia di Jie Ting circondò Ma Su e lo sconfisse. Fu uno dei Cinque Generali Wei.